# 七本木池

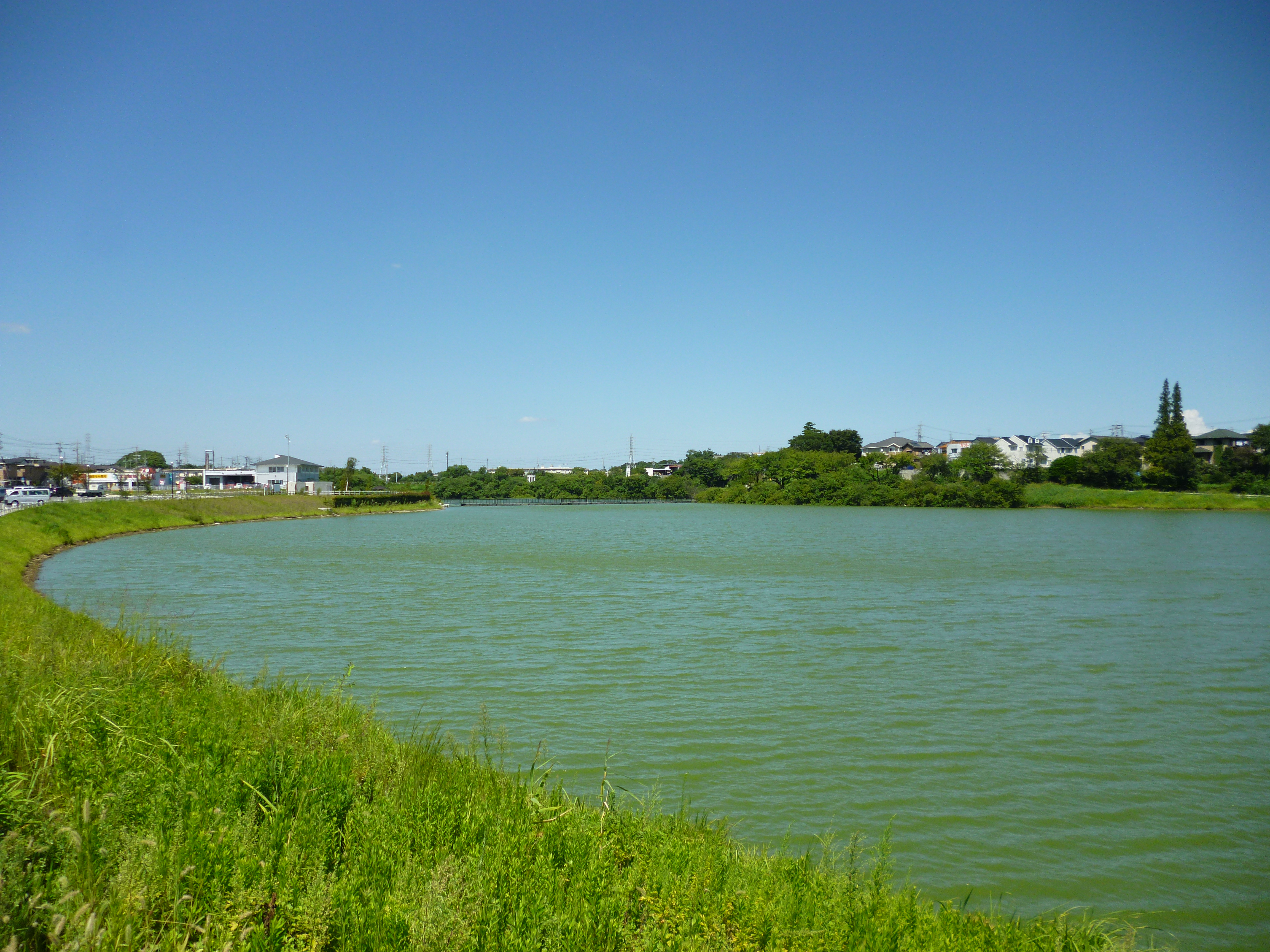
七本木池

七本木池（しちほんぎいけ）は愛知県半田市にあるため池である。貯水量208,000m3、満水面積10haで半田市内では最も大きい。

## 公園整備事業
当初の事業案では池のかなり部分を埋め立てて5haの用地を造成し、多目的広場や複合施設を整備する計画であった。後に多目的広場・施設用地は別途取得し、七本木池の水面・自然環境を残す方向に計画が修正された。